# Czempiń (gromada)
Czempiń – dawna gromada, czyli najmniejsza jednostka podziału terytorialnego Polskiej Rzeczypospolitej Ludowej w latach 1954–1972.
Gromady, z gromadzkimi radami narodowymi (GRN) jako organami władzy najniższego stopnia na wsi, funkcjonowały od reformy reorganizującej administrację wiejską przeprowadzonej jesienią 1954 do momentu ich zniesienia z dniem 1 stycznia 1973, tym samym wypierając organizację gminną w latach 1954–1972.
Gromadę Czempiń z siedzibą GRN w mieście Czempiniu (nie wchodzącym w skład gromady) utworzono – jako jedną z 8759 gromad na obszarze Polski – w powiecie kościańskim w woj. poznańskim, na mocy uchwały nr 26/54 WRN w Poznaniu z dnia 5 października 1954. W skład jednostki weszły obszary dotychczasowych gromad Borowo, Piechanin, Piotrkowice, Srocko Wielkie, Tarnowo Nowe i Tarnowo Stare ze zniesionej gminy Czempiń w tymże powiecie. Dla gromady ustalono 18 członków gromadzkiej rady narodowej.
1 stycznia 1960 do gromady Czempiń włączono obszar zniesionej gromady Gorzyczki w tymże powiecie.
1 stycznia 1970 do gromady Czempiń włączono 411,1734  ha z miasta Czempiń w tymże powiecie, natomiast 34,6622 ha (części wsi Piechanin – 5,9038, i Piotrkowice – 28,7584 ha) z gromady Czempiń włączono do miasta Czempiń.
31 grudnia 1971 do gromady Czempiń włączono obszar zniesionej gromady Głuchowo w tymże powiecie.
Gromada przetrwała do końca 1972 roku, czyli do kolejnej reformy gminnej. 1 stycznia 1973 w powiecie kościańskim reaktywowano gminę Czempiń.